# Haus Rademacher (Hamburg)

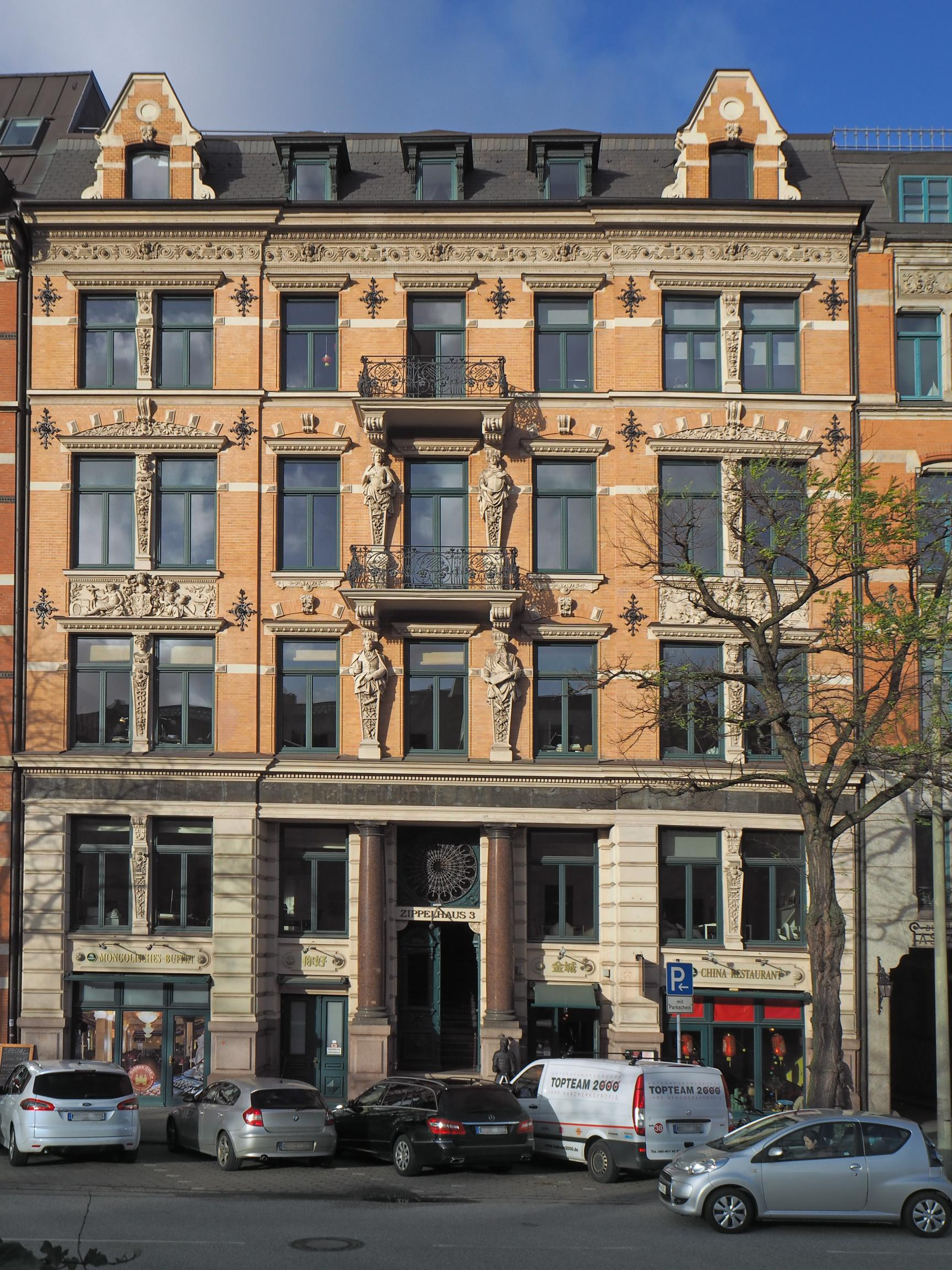
Haus Rademacher, Zippelhaus 3

Das Haus Rademacher ist ein Wohn- und Kontorhaus in Hamburg-Altstadt mit der Anschrift Zippelhaus 3. Es ist als Kulturdenkmal mit der Objekt-ID 12409 ausgewiesen. Manchmal wird das Gebäude in der Literatur auch als (neues) Zippelhaus bezeichnet.

## Baugeschichtliche Einordnung
Das Haus wurde 1890/1891 nach Plänen Carl Elvers’ für den Verleger F.W. Rademacher erbaut. Es war ein als Wohn- und Geschäftshaus geplant. Insofern bestand noch die alte Nutzungsmischung von Wohnen und Arbeiten des Bürgerhauses, jedoch waren sowohl Laden- und Kontorbetreiber als auch Bewohner bereits voneinander unabhängige Mieter. Deshalb gilt das Gebäude als Beispiel für die Vorläufer des eigentlichen Kontorhauses.

## Beschreibung
Es handelt sich um ein Gebäude mit einem Untergeschoss und vier Obergeschossen. Es weist sieben Fensterachsen auf, wobei die äußeren beiden Fenster jeweils so eng nebeneinander liegen, dass sie eine Einheit bilden. Im Untergeschoss sind zwei Ladengeschäfte mit je einer eigenen Eingangstür untergebracht. Der zentrale, von Säulen flankierte Haupteingang führt ins erste Obergeschoss. Eine große Rosette über der Tür lässt Licht in den Eingangsbereich.
Die Fassade in Formen der Neorenaissance lässt sich in zwei Bereiche unterteilen: Ein breites Gesims trennt die unteren zwei Geschosse von den oberen. Im unteren Bereich ist das Gebäude mit Werkstein verblendet, während die oberen drei Geschosse Backsteinmauerwerk zeigen, das durch Werksteinelemente aufgelockert wird.
Die mittleren Fenster vom zweiten und dritten Obergeschosses sind jeweils von Figurenhermen flankiert. Die unteren Hermen stellen zwei historische Personen des Druckereihandwerks dar: Alois Senefelder, den Erfinder der Lithografie, und Johann Gutenberg, den Erfinder des Buchdrucks. Die Figuren weisen auf die Bestimmung des Gebäudes als Druck- und Verlagshaus hin.

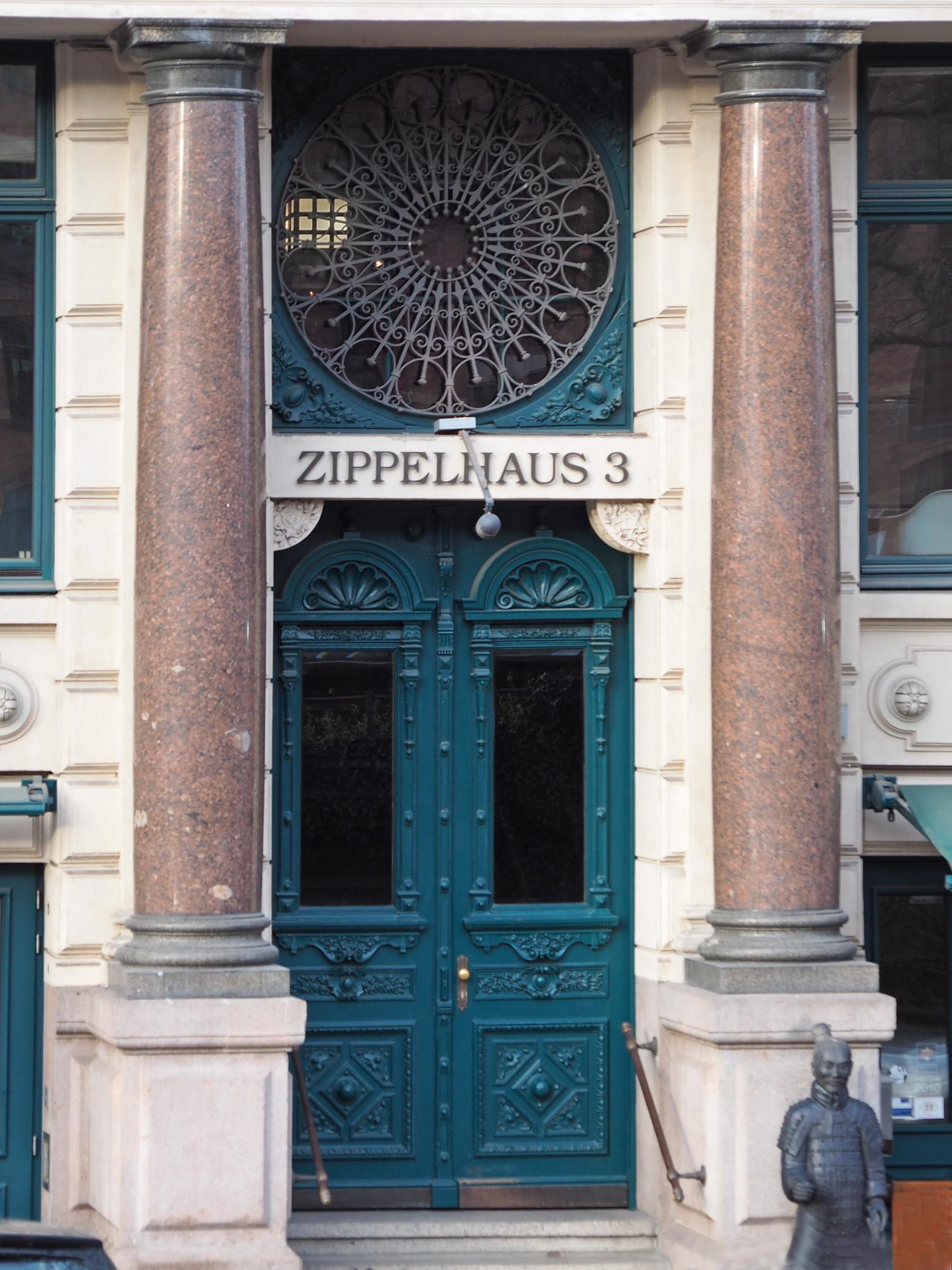
Mittlerer Eingang mit Rosette als Oberlicht
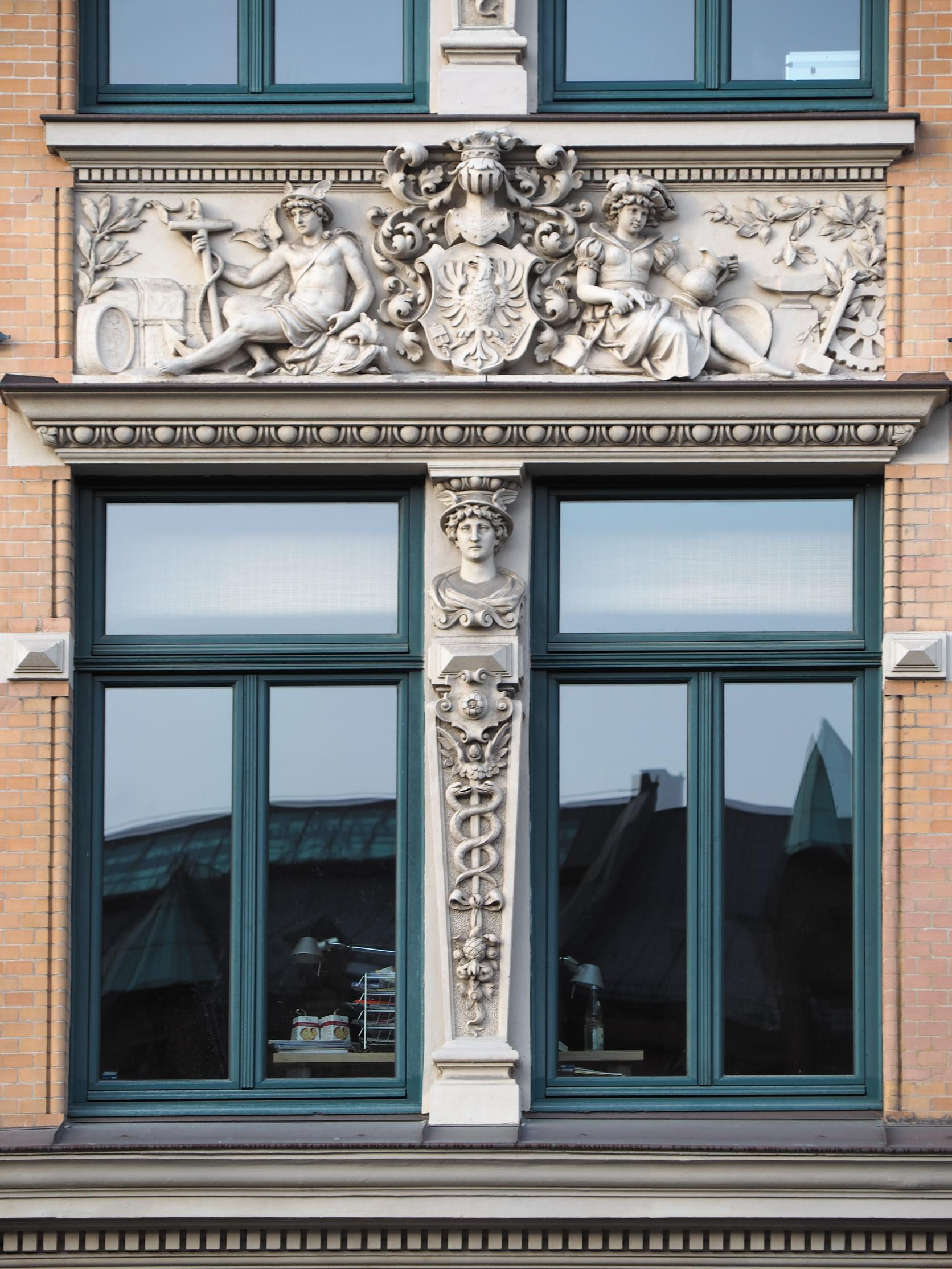
Allegorien: Seefahrt, Handel, Gewerbe
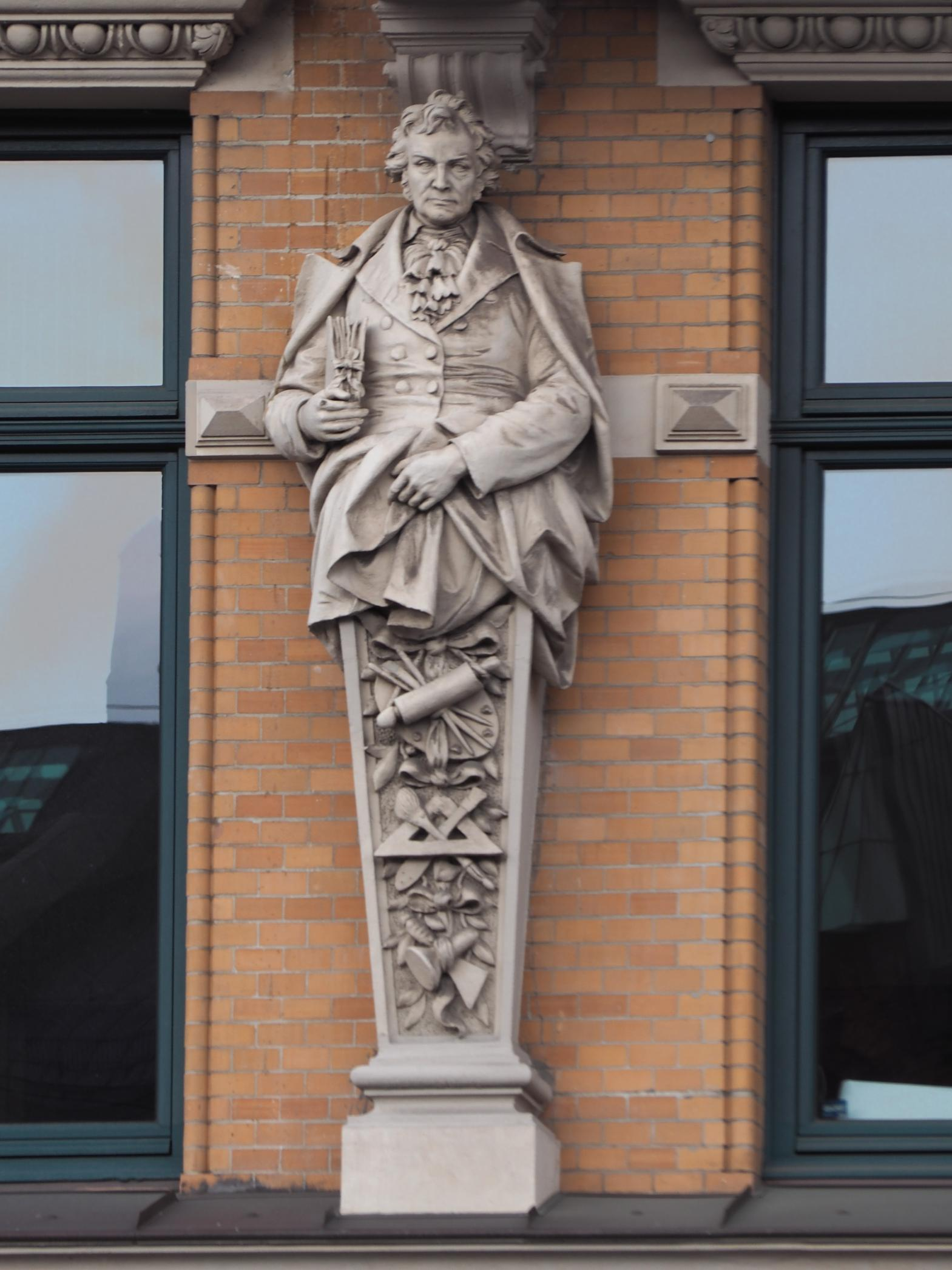
Hermenfigur: Alois Senefelder (links)
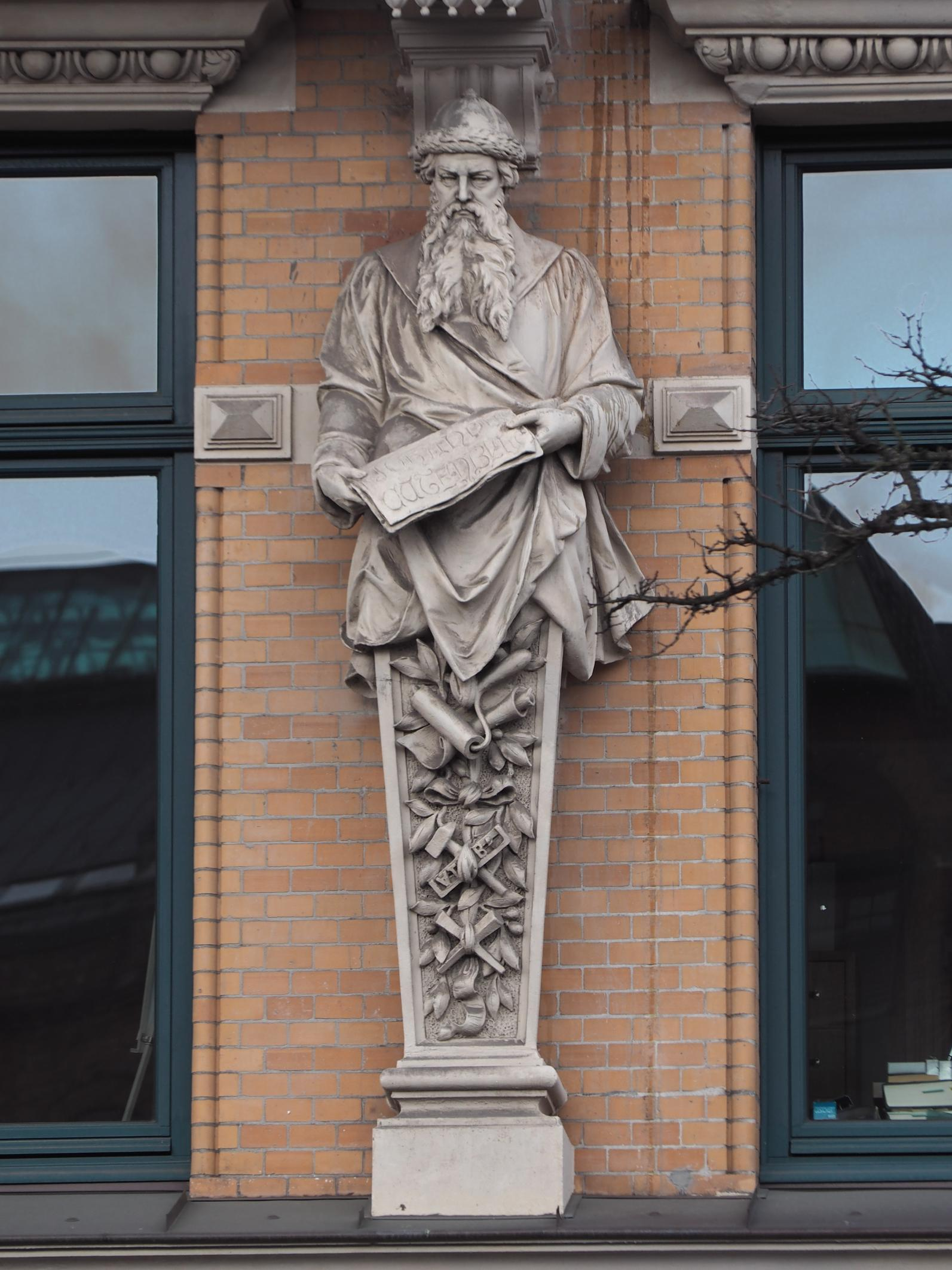
Hermenfigur: Johann Gutenberg (rechts)